# Station Borowina
Station Borowina is een spoorwegstation in de Poolse plaats Borowina.